# Gelchsheim
Gelchsheim è un comune-mercato tedesco di 833 abitanti, situato nel land della Baviera.